# Tapiner
Un tapiner és un menestral que tenia com a ofici la fabricació i venda de tapins, una mena de sandàlies amb sola de suro.
A Mallorca, els tapiners estaven integrats dins el col·legi dels sabaters, fundat el segle xv. Els tapiners eren una de les tres seccions en què el col·legi estava dividit d'ençà de 1543, i estaven especialitzats en la fabricació de tapins, que llavors eren sabates de dona.